# MVP de la Basketbol Süper Ligi
El Premio al Jugador Más Valioso (MVP) de la Basketbol Süper Ligi es un premio anual de la Basketbol Süper Ligi, la liga de baloncesto profesional de primer nivel de Turquía. La BSL comenzó a otorgar el premio en la temporada 2020-21.
Hasta ahora solo un jugador turco ha ganado el premio, Alperen Şengün en 2021.

## Ganadores
| ^           | Denota jugador en activo en la Basketbol Süper Ligi                                          |
| dagger      | Denota jugador que ganó el campeonato ese año                                                |
| Jugador (X) | Denota el número de veces que el jugador ha sido elegido MVP hasta ese momento               |
| Equipo (X)  | Denota el número de veces que un jugador de ese equipo ha sido elegido MVP hasta ese momento |

| Temporada | Jugador        | Posición  | Nacionalidad   | Equipo              | Ref.  |
| --------- | -------------- | --------- | -------------- | ------------------- | ----- |
| 2020–21   | Alperen Şengün | Pívot     | Turquía        | Beşiktaş Icrypex    | [ 1 ] |
| 2021–22   | Alpha Kaba     | Ala-Pívot | Francia        | Gaziantep Basketbol | [ 2 ] |
| 2022–23   | Tyrique Jones^ | Ala-Pívot | Estados Unidos | Türk Telekom        | [ 3 ] |
| 2023–24   | Austin Wiley^  | Pívot     | Estados Unidos | Tofaş               | [ 4 ] |

## Premios por club
| Club                | Total |
| ------------------- | ----- |
| Beşiktaş            | 1     |
| Gaziantep Basketbol | 1     |
| Tofaş               | 1     |
| Türk Telekom        | 1     |

## Premios por nacionalidad
| País           | Total |
| -------------- | ----- |
| Estados Unidos | 2     |
| Francia        | 1     |
| Turquía        | 1     |